# فرانک گرایر
فرانک گرایر (انگلیسی: Frank Grayer; ۱۳ فوریهٔ ۱۸۹۰ – ۲۱ ژانویهٔ ۱۹۶۱) بازیکن فوتبال اهل بریتانیا بود.
از باشگاه‌هایی که در آن بازی کرده‌است می‌توان به باشگاه فوتبال ساوت‌همپتون و باشگاه فوتبال لیورپول اشاره کرد.